# Caia van Maasakker
Caia van Maasakker (Haia, 5 de abril de 1989) é uma jogadora de hóquei sobre a grama neerlandesa que já atuou pela seleção de seu país.

## Olimpíadas de 2012
Caia van Maasakker conquistou uma medalha de ouro nas Olimpíadas de Londres de 2012. A seleção dos Países Baixos terminou a fase inicial do torneio olímpico em primeiro lugar do seu grupo, com cinco vitórias em cinco jogos. Na semifinal, as neerlandesas derrotaram a Nova Zelândia nos tiros livres por 3 a 1, após um empate de 2 a 2 no tempo regular. E na grande final, contras as leonas argentinas, Caia e suas companheiras de time venceram por 2 a 0, ficando assim com o ouro.